# Georg Siebert (Komponist)
Georg Siebert (* 1983 in Leipzig) ist ein deutscher Komponist.

## Leben
Georg Siebert wurde 1983 geboren. Er ist seit dem Jahr 2009 als Komponist für Film, Fernsehen und Theater tätig. Seine erste Arbeit lieferte er 2009 für Martin Faltermeiers Horror-Heimatfilm Zombies from Outer Space. Zunächst komponierte er überwiegend für Fernseh- und Dokumentarfilme. 2018 schrieb er die Musik für Kanwal Sethis Filmdrama Once Again – Eine Liebe in Mumbai.
Siebert wird vom Musikverlag Kick the Flame vertreten. Er lebt und arbeitet in Leipzig.

## Filmografie (Auswahl)
- 2009: Zombies from Outer Space (Fernsehfilm)
- 2010: Die Macht der Leidenschaft – Karl August Fürst von Hardenberg (Dokumentarfilm)
- 2010: Geheimsache Mauer – Die Geschichte einer deutschen Grenze (Dokumentarfilm)
- 2011: Rätsel Ostseewrack (Dokumentarfilm)
- 2011: Seen auf dem Dach der Welt (Dokumentarmehrteiler)
- 2013: Prinzessin Hasenherz (Kurzfilm)
- 2014: From Pawn To King – Falsches Spiel
- 2016: Just Married (Kurzfilm)
- 2017: Abhishek und die Heirat (Dokumentarfilm)
- 2018: Once Again – Eine Liebe in Mumbai (Once Again)
- 2020: Der Ruf (Kurzfilm)
- 2022: Zwei Leben für Europa - Gustav Stresemann und Aristide Briand